# COCO塾
COCO塾（ここじゅく）は英会話ではなく英対話を教える英会話教室である。ニチイ学館の教育事業の一つである。COCOは「Communication Competence」（伝達能力）からとっている。
一般向けの教育の他「COCO塾ジュニア」と称して子供向けの教育も行っている。また中国語や外国人向けの日本語講座を開講している。
2019年1月31日、直営の本部校およびサテライト教室、合計173教室を2020年3月31日までで閉鎖することを発表した。同年6月28日には、COCO塾ジュニアのフランチャイズ事業、COCO塾ジュニアブランドによる語学事業を2020年3月31日に終了させることを発表した。